# Janssons frestelse

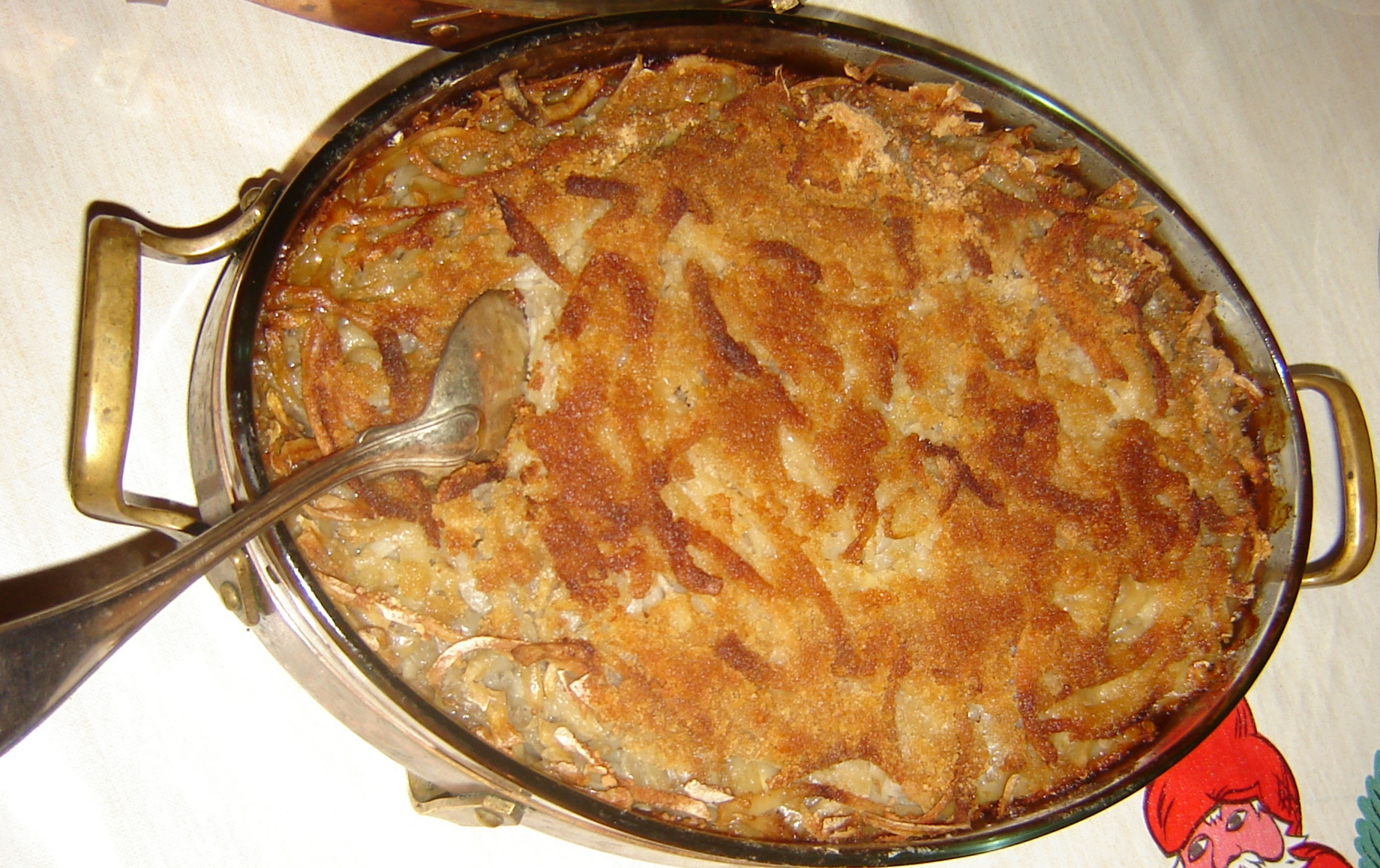
Janssons frestelse.

Janssons frestelse (en sueco "La tentación de Jansson") se trata de un plato tradicional de la cocina sueca elaborado con filetes de ansjovis (Sprattus sprattus), patatas, cebollas, y crema. El plato es también muy popular en Finlandia como "Janssoninkiusaus".

## Preparación
El plato es un gratinado en el cual las patatas son cortadas en rebanadas (algunas recetas sugieren el rallado grueso) y puestas para que vayan alojando diversas capas de cebollas finamente rebanadas, junto con los filetes de ansjovis. Se suele añadir sal y pimienta en cada capa; la crema es añadida al final y cubre la bandeja. Todo ello se pone al horno durante casi una hora a 200 °C.

## Confusiones en el nombre
La receta ha sido a veces mal traducida del inglés debido a que en el Reino Unido emplean para su preparación anchoas (Engraulis encrasicolus) en lugar de (Sprattus sprattus).
El marinado de (Clupea Sprattus, Sprattus Sprattus) en azúcar, sal y especias, se conoce en Suecia como ansjovis desde el siglo XVII, mientras que la anchoa (Engraulis encrasicolus) se suele vender en Suecia con el nombre de "sardell" y la sardina (Sardina pilchardus) con el nombre de "sardin".

## Origen del nombre
El nombre se ha asignado a menudo como al cantante de ópera Pelle Janzon (1844-1889), recordado como un gran gourmand. Sin embargo, otra versión de su origen se atribuye a Gunnar Stigmark en un artículo "Så var det med Janssons frestelse", en el periódico especializado Gastronomisk kalender. De acuerdo con Stigmark, el nombre fue prestado del film Janssons frestelse (1929) realizado por el popular actor sueco Edvin Adolphson; dándole el nombre del plato gracias a la madre de Stigmark que le enseñó la receta.